# تايلاند في حرب فيتنام
لعبت مملكة تايلاند، تحت إدارة الديكتاتور العسكري المشير ثانوم كيتيكاتشورن، دورًا نشطًا في حرب فيتنام وحرب الهند الصينية الثانية. كانت تايلاند ثالث أكبر مزود للقوات البرية لفيتنام الجنوبية، بعد الأمريكيين والكوريين الجنوبيين.
راقبت بانكوك صراعات فيتنام عن كثب، نظرًا لقربها من تايلاند. لم يصبح التدخل التايلاندي رسميًا حتى التدخل الكامل للولايات المتحدة في دعم فيتنام الجنوبية في عام 1963. سمحت الحكومة التايلاندية لاحقًا للقوات الجوية الأمريكية في تايلاند باستخدام قواعدها الجوية والبحرية. وفي ذروة الحرب، تمركز نحو 50,000 عسكري أمريكي في تايلاند، كان معظمهم طيارين.

## نشر القوات في جنوب فيتنام
وصلت فرقة من سلاح الجو الملكي التايلاندي (آر تي إيه أف) مؤلفة من 16 فردًا في 29 سبتمبر 1964  إلى فيتنام للمساعدة في الطيران والحفاظ على بعض طائرات الشحن التي تديرها قوات جمهورية فيتنام الجوية (آر فّي إن إيه إف). في 22 يوليو 1966، أصبحت فرقة سلاح الجو الملكي التايلاندي المكونة من 21 رجلًا المؤهلة لقيادة طائرة سي-123 جاهزة للعمل وألحقت بجناح الكوماندوس الجوي رقم 315 التابع للقوات الجوية الأمريكية (يو إس إيه إف)، بينما بقي خمسة رجال مع قوات جمهورية فيتنام الجوية حيث كلفوا بقيادة طائرة سي-47.
أرسل فوج المتطوعين التايلانديين الملكي (كوينز كوبرا) في أكتوبر 1967، إلى معسكر بيركات في بين هوا، للقتال إلى جانب الأمريكيين والأستراليين، والنيوزيلنديين، والفيتناميين الجنوبيين. في عام 1968 استبدل الكوبرا بقسم المشاة التابع للجيش الملكي التايلاندي (بلاك بانثر). خدم نحو 40,000 عسكري تايلاندي في جنوب فيتنام، قتل منهم 351 في الحرب وجرح 1,358.
كانت الروح المعنوية للتايلانديين عالية عمومًا، واعتز أفراد القوات التايلاندية بأدوارهم «كمدافعين عن تايلاند من الشيوعية» وكبوذيين. حظيت القوات التايلاندية باحترام حلفائها الأمريكيين عمومًا وألحقت بخصومها من الجيش الشعبي الفيتنامي الخسائر التي تكبدوها مرات عديدة؛ تحدثت وسائل الإعلام التايلاندية غالبًا عن الحرب بالتركيز على قتلى العدو، على غرار وسائل الإعلام الأمريكية. كان عنوان إحدى الصحف الحكومية في أثناء الحرب «في 150 قتال، توفى 100 [تايلاندي]، وقتل 1000 من قوات الفيت كونغ».
حققت فرقة سلاح الجو الملكي التايلاندي أكبر قوتها في أواخر عام 1970. ازداد العدد الإجمالي للتايلانديين الذين خدموا في رحلة النصر، مع تحديد عملية النقل في فيتنام، من ستة عشر إلى خمسة وأربعين. طار 3 طيارين و5 مهندسي طيران في طائرة سي-47 مع السرب 415؛ و9 طيارين و7 مهندسي طيران و3 مسؤولي حمولة في طائرات سي-123كيه مع سرب الجسر الجوي التكتيكي التاسع عشر التابع لسلاح الجو الأمريكي الموجودان في قاعدة تان سون ناهت الجوية. كان لأعضاء الرحلة المتبقين وظائف على الأرض في مجالات الاستخبارات والاتصالات وهندسة الطيران والتحميل والعمليات.